# 塑性力学
塑性力學，是固体力学的一個分支，研究塑性材料在外力、溫度和形變的作用下的表現。塑性材料是指一材枓在施加應力時形變，且應力移除後無法恢復到初始狀態的情形。
塑性力學分為數學塑性力學和塑性應用性力學。前者是經典的精確理論，後者是在前者各種假設的基本上，根據實際應用的需要，再加上一些補充的簡化假設而形成的應用性很強的理論。從數學上看來，應用塑性力學粗糙一些，應用角度來看，他的方程和計算公式比較簡單，且可以滿足很多結構設計的需求。